# Monte Caseros megye
Monte Caseros egy megye Argentínában, Corrientes tartományban. A megye székhelye Monte Caseros.

## Települések
Önkormányzatok és települések (Municipios y comunas)
- Monte Caseros
- Mocoretá
- Parada Labougle
- Colonia Libertad
- Estación Libertad
- Parada Acuña
- Juan Pujol